# П-30 «Хрусталь»
П-30 «Хрусталь» (по классификации НАТО — «Big Mesh») — подвижная двухкоординатная радиолокационная станция (РЛС) кругового обзора.

## История
П-30 была разработана Всесоюзным научно-исследовательским радиотехническим институтом (ВНИИРТ) в качестве наземной РЛС дальнего обнаружения и перехвата для Советских войск ПВО, ВВС и ВМФ Советского Союза. П-30 была развитием более ранней конструкции РЛС П-20, с которой он имеет много общего. РЛС разрабатывалась под руководством главного конструктора В. Самарина и к 1955 году РЛС прошла государственные испытания и была принята на вооружение. В 1955 г. РЛС «Хрусталь» прошла государственные испытания на НИЗАП ГАУ и была принята на вооружение.

## Особенности
Станция состояла из индикаторной машины, прицепа с антенной системой и приемо-передающей аппаратурой, двух автомобилей с агрегатами электропитания и прицепов для перевозки двух антенн.
Для измерения высоты целей методом наклонного «V-луча» служили две однотипные зеркальные антенны. Нижняя антенна формирует обзорный луч. Ширина луча по азимуту не более 1°, по углу места градусов 30. Плоскость луча расположена вертикально. Верхняя антенна формирует высотомерный луч такой же конфигурации, но его плоскость наклонена от вертикали примерно на 30 градусов. Верхняя антенна установлена так, чтобы нижняя кромка высотомерного луча совпадала с нижней кромкой обзорного луча. Если посмотреть на антенную систему спереди, то плоскости обеих лучей в пространстве образуют подобие буквы V, с той разницей, что одна сторона этой буквы образованная обзорным лучом вертикальна.

## Тактико-технические характеристики
- Обнаружение самолета-истребителя (при импульсной мощности 1 МВт, чувствительности приемника 4х10’14 Вт, ширине ДНА по азимуту 4,5° и по углу места 0,6-1,7°) — на высоте 8-12 км, расстояние — 170—180 км.
- Экипаж — 8 чел.
- Время развертывания тренированным экипажем — 12ч.
- Средняя мощность передатчика — 50 кВт
- Ширина диаграммы направленности — 0,6-1,7°
- Радиус обзора — 360 км

## Модернизация
В 1958 г. РЛС П-30 была модернизирована на заводе № 37 ГКРЭ. РЛС П-ЗОМ («Сатурн») в 1959 г. успешно прошла полигонные испытания и была принята на вооружение. Она обеспечивала повышенную на 10-15 % дальность обнаружения и была более удобна в эксплуатации.

## На вооружении
Находился на вооружении СССР с 1955 г. В связи с техническим устареванием после распада Советского Союза были переданы другим странам и все ещё эксплуатируются.